# Cosmic Psychos
Cosmic Psychos (с англ. — «Космические психи») — австралийская панк-рок-группа, образованная в 1982 году под названием Spring Plains. Первый постоянный состав группы включал Росса Найта на бас-гитаре и вокале, Питера Джонса на гитаре и Билла Уолша на барабанах. Австралийский историк рок-музыки Иэн Макфарлейн описал их музыку как «артистический вид панк-нойза, что-то среднее между The Birthday Party и более наркотически звучащими Ramones». Марк Деминг из AllMusic описал их следующим образом: «Австралийские рокеры, которые с начала 80-х годов записывают простой, пропитанный пивом рок в духе The Stooges и Radio Birdman». В конце 1984 года группа была переименована в Cosmic Psychos. Они выпустили свой дебютный мини-альбом Down on the Farm в декабре 1985 года. За ним последовало несколько альбомов, поддержанных национальными турами и международными турами по Европе и Северной Америке, включая фестивали с Mudhoney, Nirvana, L7, Helmet и Motörhead. В 1990 году Джонса заменил Робби Уоттс на гитаре. К 2005 году Уолша заменил Дин Мюллер (Hoss, Chris Russell's Chicken Walk) на барабанах. 1 июля 2006 года Уоттс умер от передозировки наркотиков в возрасте 47 лет, и группа продолжила свою деятельность с Джоном Маккирингом (экс-The Onyas).
Известные своим пьянством и вульгарными текстами, Cosmic Psychos являются одной из определяющих групп жанра йоб-рок (от английского сленгового слова Йоб).

## Дискография
Смотри статью «Дискография Cosmic Psychos» в англ. разделе.
- Cosmic Psychos (1987)
- Go the Hack (1989)
- Blokes You Can Trust (1991)
- Self Totalled (1995)
- Oh What a Lovely Pie (1997)
- Off Ya Cruet! (2005)
- Dung Australia (2007)
- Glorius Barsteds (2011)
- Cum the Raw Prawn (2015)
- Loudmouth Soup (2018) — №37 в ARIA Charts
- Mountain of Piss (2021) — №19 в ARIA Charts